# Call of Duty (videojuego)
Call of Duty es un videojuego de disparos en primera persona de tipo bélico desarrollado por Infinity Ward. El videojuego es el primer título de la franquicia en ser lanzado para las videoconsolas de séptima generación.
El juego es el sucesor espiritual del videojuego Medal of Honor: Allied Assault, que fue desarrollado por 2015 Inc. (cuyos antiguos empleados crearon el estudio de Infinity Ward), este simula la infantería combinada con las armas de la Segunda Guerra Mundial. El videojuego está basado en el motor id Tech 3.
Fue lanzado para Microsoft Windows en Norteamérica el 29 de octubre de 2003 y en Europa el 7 de noviembre de 2003; para móviles, el 29 de enero de 2004 y para Xbox 360 y PlayStation 3 a través sus servicios en línea (Xbox Live, PlayStation Network y PlayStation Vita respectivamente) el 2 y 3 de diciembre de 2009. Una expansión para PC fue lanzada, Call of Duty: United Offensive, la cual fue publicada por Activision, y desarrollada por Gray Matter Interactive, con contribuciones de Pi Studios.
El 10 de noviembre de 2009, la edición de Call of Duty: Modern Warfare 2 debutó para Xbox 360 y PlayStation 3 para las versiones de Call of Duty Classic.

## Campañas

### Campaña estadounidense
La campaña estadounidense empieza con el soldado raso Joey Martin, miembro del 506.º Regimiento de Infantería Paracaidista, entrenando en el Campamento Toccoa en Georgia, Estados Unidos el 9 de agosto de 1942. Esto hace que el jugador se familiarice con los controles del juego. La primera misión ocurre cerca de la medianoche, el 5 de junio de 1944, como parte de las operaciones aéreas que iniciaron la invasión de Normandía. Martin es enviado fuera de la ciudad de Sainte-Mère-Église como un explorador para formar una zona de descenso para otros paracaidistas. Los paracaidistas que caen terminan separados, dejando a Martin en una unidad mixta de varias compañías. Esta unidad mixta acaba con soldados alemanes en casas de campo cercanas. En la siguiente misión, el grupo captura Sainte-Mère-Église y desactiva varios Flakpanzers (tanques antiaéreos) recién al comenzar el 6 de junio (el Día D). Un paracaidista es visto colgado desde la iglesia del pueblo. La tercera misión ocurre más tarde esa mañana, con las tropas estadounidenses defendiendo Sainte-Mère-Église del contraataque alemán. En la cuarta misión, Martin, junto con el soldado raso Elder y el Sgto. Moody, conducen desde Sainte-Mère-Église a Sainte-Marie-du-Mont a lo largo de la ruta número 13, mientras rechazan los asaltos alemanes. La quinta misión es el Asalto a Brécourt Manor, todavía el 6 de junio, en el cual las tropas estadounidenses destruyen la artillería alemana en la mansión, que ha estado impidiendo el progreso en la playa de Utah. Después de esta misión, se revela que la unidad de Martin será separada de la 101.ª División Aerotransportada para misiones especiales detrás de las líneas enemigas, debido a un rendimiento excepcional.
En la misión siguiente, el 7 de agosto, Martin y su unidad asaltan un castillo en los Alpes Bávaros de Austria para rescatar a dos oficiales británicos (el Capitán Price y el Mayor Ingram). Sin embargo, el Mayor Ingram ha sido movido a otra ubicación. En la séptima misión, el 18 de septiembre, la unidad libera al Mayor Ingram de un campo de prisioneros, Dulag III-A, fuera de Strasshof, Austria. Esta misión está programada, requieriendo que el jugador saque al oficial y regresar al camión de escape dentro de 10 minutos, antes de que los alemanes puedan llegar con refuerzos.
En la última misión, la unidad privada de Martin está al noreste de Bastogne, Bélgica, el 15 de enero de 1945. La unidad vacía dos búnkeres y toma documentos de ellos. Al final, Martin debe destruir dos Panzers que se aproximaban por una colina.

### Campaña británica
En la primera misión de la campaña británica, el Sargento Jack Evans y una unidad de 2º Ox and Bucks de la 6.ª División Aerotransportada toma parte en la Operación Tonga. Luego de la medianoche del 6 de junio de 1944, la unidad es desplegada desde planeadores Horsa en el Canal de Caen, cerca del Puente Pegasus, Bénouville. Ellos capturan el puente y lo defienden de las fuerzas alemanas cercanas. El Capitán Price participa en esta operación y otras varias misiones como el comandante en jefe, aunque la mayor parte de estas misiones se producen antes de su rescate. En la siguiente misión, justo después del mediodía del mismo día, la unidad protege el puente del contraataque alemán, que incluye varios tanques. Ellos defienden el puente hasta que llegan los refuerzos del 7º Batallón de Paracaidistas.
En la tercera misión, el 2 de septiembre, Evans trabaja solo, ahora con el Servicio Aéreo Especial. Luego es insertado al lado de Edersee y destruye los cañones antiaéreos. Durante la Operación Chastise el anterior mayo, el Escuadrón RAF N º 617 destruye la presa usando bombas de rebote. Sin embargo, los alemanes la han reconstruido y reforzado. La Dirección de Operaciones Especiales británica desean destruirla de nuevo para impedir la producción alemana en el río Ruhr. Evans también destruye los generadores eléctricos en caso de que la presa no sea destruida por las bombas. Evans escapa en un camión alemán robado por el Capitán Price y el Sargento Waters. Durante la cuarta misión, los tres hombres se dirigen a un campo de aviación, mientras que evaden a las patrullas motorizadas. Los Panzerfaust encontrados en el camión pueden ser utilizados para destruir los vehículos enemigos. La siguiente misión se produce en el campo de aviación, en la que Evans derriba a varios bombarderos Stuka. Los hombres escapan en un Fw 200 Kondor robado. La sexta misión, el 27 de octubre, se produce en el acorazado alemán Tirpitz, cerca de Tromsø, Noruega. Evans y el Capitán Price abordan el buque encubiertos, usando documentos falsos. Evans planta explosivos y recupera los registros de patrulla de la nave y los documentos que indican los movimientos de la flota de la Kriegsmarine (la marina alemana), con el Capitán Price siendo asesinado en esta misión.
En la misión final, la unidad del Sargento Evans está cerca de Burgsteinfurt, Alemania, el 2 de febrero de 1945. La unidad destruye algunas plataformas móviles de lanzamiento de cohetes V-2 y cañones antiaéreos.

### Campaña soviética
La primera misión rusa ocurre durante la Batalla de Stalingrado, el 18 de septiembre de 1942. El Cabo Alexei Ivanovich Voronin está en una de las varias barcazas que transportan muchos soldados soviéticos a través del río Volga, muchas de las cuales son hundidas en el camino por la artillería alemana o los bombarderos en picado de la Luftwaffe. Una vez que ha desembarcado, Voronin recibe un peine de fusil y debe evadir el fuego de las ametralladoras y encontrar a un francotirador experimentado para ayudarlo. Finalmente, la artillería soviética termina con las ametralladoras alemanas, permitiéndole a Voronin y a los otros entrar en la Plaza Roja. La segunda misión comienza en la Plaza Roja con muchos soldados soviéticos en retirada siendo ametrallados por compañeros que lo hacían siguiendo la Orden 227, promulgada por Iósif Stalin para obligar a los soldados y comandantes a avanzar siempre (por eso se la conoce también por una de sus frases: «¡Ni un paso atrás!»). Voronin ayuda a capturar la plaza, que es defendida por dos tanques y algunas ametralladoras. Después de matar a los oficiales alemanes que han estado pidiendo refuerzos, la artillería soviética destruye los tanques. La unidad se abre camino por las calles llenas de escombros hacia una estación de ferrocarril. En la siguiente misión, Voronin viaja a través de la estación de tren y parte de la ciudad para llegar al Mayor Zubov de la 13 º División de Fusileros de la Guardia. Después de esto, Voronin es ascendido a Sargento Subalterno. En la cuarta misión, el 9 de noviembre, Voronin se mueve a través de las alcantarillas para evitar a los francotiradores, abriéndose camino a un edificio de apartamentos recientemente capturado por los alemanes. En la quinta misión, la unidad, bajo el mando del Sargento Pávlov, captura y defiende el edificio de apartamentos (véase Casa de Pávlov). En primer lugar, Voronin actúa como contra-francotirador, mientras que otro soldado concentra el fuego de los francotiradores en el edificio; la unidad luego acaba con los alemanes en el edificio, y lo defiende del contraataque alemán.
La sexta misión ocurre mucho más tarde, el 17 de enero de 1945, con Voronin ascendido a sargento completo, y ahora es parte de la 150 º División de Fusileros del Tercer Ejército de Choque. La unidad asegura un centro de reparación de tanques alemanes en Varsovia, en medio de la Ofensiva del Oder-Vístula. La siguiente misión tiene sitio justo después de asegurar la instalación, con la unidad dirigiéndose a las afueras de las fábricas para reagruparse con el 4 º Ejército de Tanques de la Guardia. Debido a la escasez de soldados experimentados, en la octava misión, el 26 de enero, Voronin comanda un tanque T-34/85 para el 2 º Ejército de Tanques de la Guardia. Junto con otros tanques, él se abre camino hacia un pueblo cercano al río Óder. La novena misión es también luchada en el tanque, con Voronin destruyendo algunos cañones antiaéreos y asegurando la ciudad.
En la última misión, el 30 de abril de 1945, el sargento Voronin regresa a la 150 º División de Fusileros. Su unidad combate en Berlín para llegar al edificio del Reichstag, e izan la Bandera de la Victoria en lo alto del edificio.

## Sistema de juego
Se trata de un videojuego bélico de disparos en primera persona ambientado en las batallas más trascendentales de la Segunda Guerra Mundial.
Call of Duty presenta al jugador como un soldado estadounidense, británico y ruso para enfrentarse al Ejército alemán en distintas partes del escenario europeo, como Stalingrado, Las Ardenas o el Bocage.
El juego posee gráficos que destacan detalles de gran realismo, como que, por ejemplo, cada soldado tenga un rostro diferente del de los demás. En Call of Duty, los decorados son inmensos y casi siempre son lugares al aire libre, con terrenos y paisajes dignos de admiración. La flexibilidad de movimientos que se deriva de esto es un punto importante a su favor. Existen dos formas de apuntar con el arma. Una es desde la cadera, igual que en otros juegos del género, y otra es desde el hombro, para aquel que quiera meterse de lleno en el pellejo del soldado que está controlando. Al comienzo de cada campaña (estadounidenses, británicos y soviéticos), aparece una explicación de la situación en la que está a punto de sumergirse el soldado protagonista; esa explicación viene acompañada de mapas y fotografías reales de la Segunda Guerra Mundial (Proporcionadas por Military Channel), lo que aporta mayor calidad y rigor histórico al juego. Por si fuera poco, al final de este también hay un vídeo con imágenes tomadas durante el conflicto. Si tienes un soldado enemigo muy cerca puedes golpearlo con tu arma, sea cual sea.
Call of Duty se inspira esencialmente de la saga Medal Of Honor, cuyo primer juego apareció en 1999. Muchas de las misiones recuerdan a momentos de Medal Of Honor Allied Assault.

## Franquicia
Una versión de Call of Duty 4: Modern Warfare fue desarrollada por Treyarch y lanzado para Wii, llamada Call of Duty: Modern Warfare: Reflex. El 3 de diciembre de 2007 se anunció que Call of Duty: World at War será desarrollado por Treyarch, y se lanzó el 11 de noviembre de 2008 en Estados Unidos para PlayStation 3, Xbox 360, Wii y PC, y el 14 de noviembre de 2008 en Europa.

## Recepción
El juego fue recibido con críticas muy positivas, incluso ganó un BAFTA al mejor juego del año.

## Expansión
El juego cuenta con una expansión llamada Call of Duty: United Offensive. Fue desarrollado por Gray Matter Interactive, Pi Studios, y distribuido por Activision. Fue lanzado para Microsoft Windows el 14 de septiembre de 2004. Es continuación del juego original y está influenciado, en gran parte, por la serie Band of Brothers. 
Call of Duty Classic es una versión descargable de Call of Duty para Xbox 360 y PlayStation 3, que contenía resoluciones en HD. Esta versión se vendió con una edición especial de  Call of Duty: Modern Warfare 2. IGN votó esta versión con un 7.5, y lo criticó por su modo multijugador por solo albergar a ocho jugadores.
| Predecesor: - | Call of Duty 2003 | Sucesor: Call of Duty: United Offensive |